# Josephs Legende

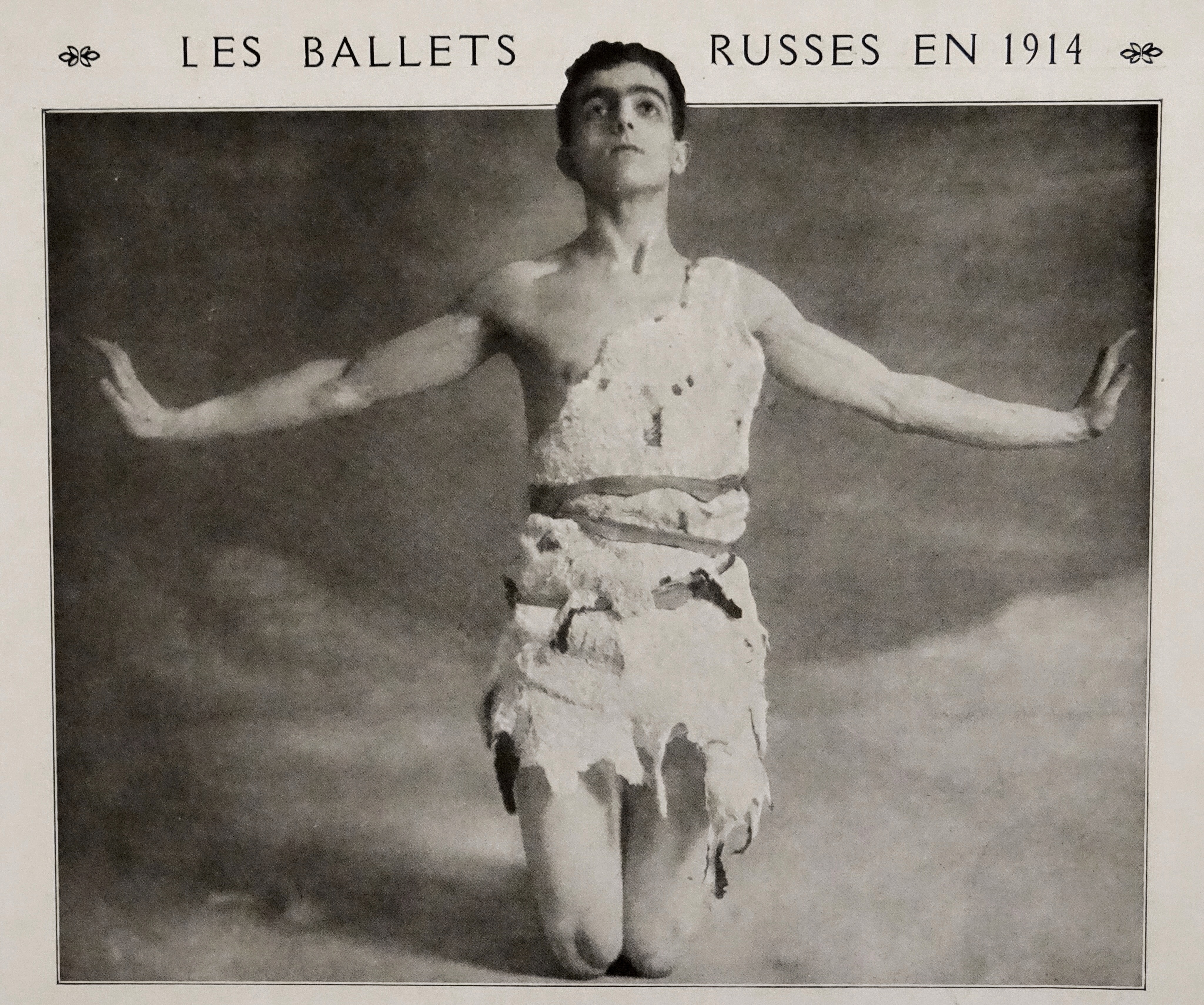
Leonide Massine als Joseph in Josephs Legende (1914)

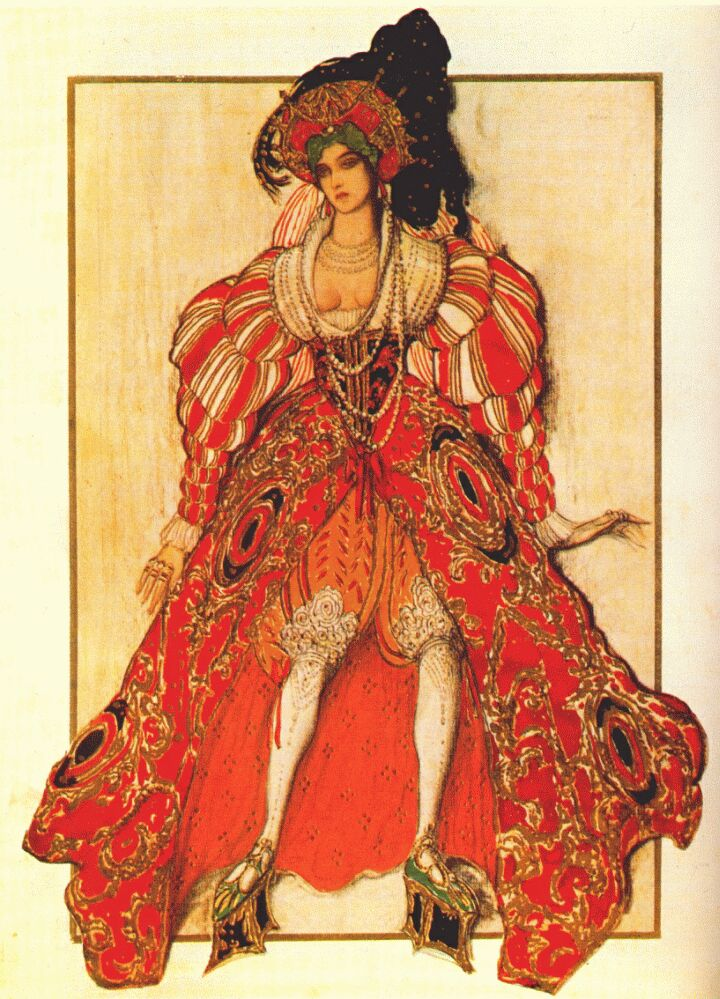
Léon Bakst (1914): Potiphars Weib

Tänzer Nijinsky (1914) von Georg Kolbe, Sonderbriefmarke von 1981

Josephs Legende (bei der Pariser Uraufführung 1914 unter dem Titel La Légende de Joseph) ist eine „Handlung in einem Aufzug“ (Ballett) nach einem Libretto von Harry Graf Kessler und Hugo von Hofmannsthal. Die Musik schuf Richard Strauss (op. 63). Es ist die erste Ballettkomposition des Komponisten und neben Schlagobers (1924) die einzige.

## Entstehung und Uraufführung
Nach der Übersendung des Libretto-Entwurfs reagierte Strauss zunächst zustimmend:
«Joseph ist ausgezeichnet, wird verschluckt. Habe schon zu skizzieren angefangen.»
Kurze Zeit später aber äußerte er unmissverständlich:
«[...] der keusche Joseph selbst liegt mir nicht so recht und was mich mopst, dazu finde ich schwer Musik. So ein Joseph, der Gott sucht – dazu muß ich mich höllisch zwingen. Na, vielleicht liegt in irgendeiner atavistischen Blinddarmecke noch eine fromme Melodie – –.»
In der Rückschau stellte Strauss es folgendermaßen dar:
«Ich wollte mit Josephs Legende den Tanz erneuern. Den Tanz als Ausdruck des Dramatischen – aber nicht ausschließlich. Der reine Besitz des wirklich Nurgraziösen darf uns nicht verlorengehen, wie, ganz analog in der Musik neben dem Charakteristischen, Programmatischen und dem Elementaren nie die Linie des absolut Lieblichen zu kurz kommen darf.»
Strauss übernahm für die Orchestrierung seine Prinzipien aus Elektra – eine Dreiteilung der Violinen, Heckelphon, vier Harfen und Celestas, Klavier und Orgel. Die Uraufführung fand am 14. Mai 1914 in Paris statt, sie wurde von den Ballets Russes auf der Bühne der Opéra dargeboten. Impresario war Sergei Diaghilev, als Choreograph und Schöpfer der Titelrolle war ursprünglich Vaclav Nijinsky vorgesehen – nach seiner Heirat wurde er schon vor der Probenarbeit ersetzt durch den Choreographen Michail Fokine und den 18-jährigen Léonide Massine. Die Sängerin Maria Kuznetsova hatte die pantomimische Rolle von Potiphars Weib übernommen. Die Kostüme stammten von Léon Bakst und Alexandre Benois, die Ausstattung von Josep Maria Sert. Die erste Inszenierung des Balletts war einem Gemälde von Paolo Veronese und der Aura eines Renaissance-Sujets nachempfunden. Strauss dirigierte die Premiere selbst und es kam zu sieben Aufführungen. Weitere sieben gab es dann im Theatre Royal Drury Lane London unter der Leitung von Sir Thomas Beecham. Wegen des drohenden Krieges hat Strauss sein Honorar von 6000 Francs nie erhalten. Nijinsky trat auch nach seiner Versöhnung mit Diaghilev in der Rolle des Joseph nicht auf.

## Rezeptionsgeschichte
Josephs Legende war in seiner Rezeptionsgeschichte eher umstritten und erlangte nicht die Aufführungszahlen der Opern von Strauss. Die deutsche Erstaufführung (im Programmheft als Deutsche Uraufführung bezeichnet) fand unter der Leitung des Komponisten erst am 4. Februar 1921 an der Berliner Staatsoper in der Inszenierung von Heinrich Kröller und der Ausstattung von Emil Pirchan statt. Die Titelrolle tanzte der 40-jährige Kröller selbst, die Potiphar gab Tilla Durieux. Die österreichische Erstaufführung fand, ebenfalls unter der Leitung des Komponisten, am 18. März 1922 an der Wiener Staatsoper in der Ausstattung von Alfred Roller und wieder in der Choreographie von Heinrich Kröller statt, der inzwischen nach Wien gewechselt war. Als Darstellerin der weiblichen Hauptrolle trat hier die Sopranistin Marie Gutheil-Schoder, als Joseph Willy Fränzl auf. Die Besprechung durch Julius Korngold in der Neuen Freien Presse diskutiert eine Darstellung derartiger Inhalte im Genre des Ballett grundsätzlich und kommt zu einem negativen Resultat. Der Kritiker David Josef Bach in der Arbeiter-Zeitung beschreibt den Zwiespalt der Darstellung des vermeintlich Keuschen ironisch:

Davide Dato (Joseph), Ketevan Papava (Potiphars Weib), Wien 2015

„Die szenischen Dichter Hofmannsthal und Keßler freilich scheuen das Wort Ballett oder Pantomime, wünschen keine andere Bezeichnung als Legende. Sie meinen es nämlich furchtbar keusch und heilig. Ohne Zweifel. Schade nur, daß, um diese Keuschheit auszudrücken, alle Lüsternheit und Perversität notwendig ist. Diese Josefslegende hat aus dem biblischen Josef, der sich von der liebebegierigen Frau Potiphar nicht verführen läßt, eine reichlich homosexuelle Angelegenheit gemacht. Zuerst Weiber untereinander, verschleiert, unverschleiert, regelmäßig in tiefster Wollust, dann Männer untereinander, nackt, halbnackt, schließlich Knaben mit ihrem Spielgefährten Josef, der ein beispielmäßig heiliger Tänzer ist. Er tanzt, als ein zum Verkauf ausgestellter Sklave, vor der hoffärtigen Potiphar wie David vor der Bundeslade, des Gottes voll, von den himmlischen Heerscharen beschützt. Das Verlangen der Frau Potiphar weist er befremdet, hoheitsvoll zurück. Wie denn nicht? Es liegt ihm sichtlich nichts am Weibe. Vielleicht steckt in dieser Abneigung, auch in der Furcht vor dem Weibe ein gut Teil dessen, was wir mit Recht beim Manne Keuschheit nennen; doch in der Legende ist diese Komponente ein bißchen stark betont. Dem Sexualempfinden der Abnormität entspricht auch die Umwandlung des Kerkers, in den der biblische Josef bis zu seiner Befreiung hinabgestoßen wird, in eine Folterszene mit Feuer und Eisen; daß dies unleugbar ein großer Theatereffekt ist, zeigt das Theater in seiner Funktion als Nervenpeitsche der modernen Gesellschaft. Ein Engel in silberner Rüstung befreit Josef und führt ihn den Seligkeiten eines weiberlosen Daseins zu.“

In seinen jungen Jahren trat in Wien dann auch Toni Birkmeyer in der Rolle des Joseph auf. Als 1928 dann Sascha Leontjew kurzfristig Ballettmeister war, mimte Hedy Pfundmayr Potiphars Weib und ging mit dieser Rolle 1930 auch an das Teatro Colón in Buenos Aires. Günter Hess tanzte den Joseph 1924 an der Oper Leipzig, Heino Hallhuber später in München. Zu den wichtigsten Choreographien zählen jene von Leopold Sachse, Yvonne Georgi, George Balanchine, Aurel von Milloss, Margarethe Wallmann, Victor Gsovsky, Antony Tudor und Erich Walter. Heinz Spoerli choreographierte das Stück 1992 mit Falco Kapuste für die Deutsche Oper am Rhein, Youri Vámos 1997 für die Oper Bonn, Jurek Makarowski 1999 für das Mainfranken Theater Würzburg (mit Ivo van Zwieten als Joseph). 2012 hat Anna Vita für das Würzburger Theater eine neue Version choreographiert.
Als eine der wichtigsten neueren Inszenierungen gilt jene von John Neumeier mit Kevin Haigen und Judith Jamison (Wien 1977) in der Ausstattung von Ernst Fuchs, die er 2008 für Hamburg überarbeitete und mit Denys Cherevychko und Rebecca Horner bzw. Davide Dato und Ketevan Papava 2015 in Wien neu herausbrachte.
Gianni Versace entwarf für Josephs Legende 1982 erstmals Bühnenkostüme.

## Handlung
Rollen
- Potiphar.
- Potiphars Weib.
- Deren Lieblingssklavin.
- Potiphars Gäste.
- Potiphars Hausmeister.

Ketevan Papava (Potiphars Weib) Davide Dato (Joseph), Wien 2015

- Potiphars Diener, Leibwachen und Sklavinnen.
- Ein Sheik.
- Dessen acht Begleiter.
- Sein junger Diener.
- Drei Verschleierte.
- Drei Unverschleierte.
- Dienerinnen der Verschleierten.
- Zwei Aufseher.
- Sulamith, eine Tänzerin.
- Sechs Boxer.
- Deren Begleiter.
- Joseph, ein fünfzehnjähriger Hirtenknabe.
- Sechs Knaben, seine Spielkameraden.
- Henkersknechte des Potiphar.
- Ein männlicher ganz in Gold gewappneter Erzengel.

Potiphars Palast, Säulenhalle im Stil von Andrea Palladio
Am Hof Potiphars findet ein festliches Mahl statt. Von Sklaven werden Geschenke gebracht, die von Potiphars Weib jedoch ignoriert werden. Sulamith tanzt, und Schau-Ringkämpfe finden statt. Negersklaven tragen den in einen Teppich gewickelten schlafenden Hirtenknaben Joseph herein. Dieser wird geweckt und veranschaulicht pantomimisch und mit teils ekstatischen Sprüngen seine Suche nach dem Weg zum Heil, außerdem gleichermaßen seine Unschuld. Mit seinem Gebaren weckt er das erotische Interesse von Potiphars Weib, das den Hofstaat fortschickt. Joseph träumt von seinem Schutzengel, wird aber von Potiphars Weib berührt und geküsst. Er hüllt sich in seinen Mantel, doch sie umarmt ihn mit Leidenschaft, bis er sich losreißt und entblößt vor ihr steht. Wachen überraschen das Paar und nehmen den Knaben in Gewahrsam, der auf Potiphars Befehl hin gefoltert werden soll. Die Erscheinung des zuvor bereits im Traum gesehenen Engels rettet Joseph, und seine Ketten fallen zu Boden, er vermag dem Engel zu folgen. Die Zurückgebliebenen stehen erstarrt, die Verführerin erdrosselt sich an ihrer Perlenkette.

## Aufnahmen
- Staatskapelle Dresden, Dirigent: Giuseppe Sinopoli (DG)[10]
- Festival Orchester Budapest, Dirigent: Iván Fischer (Channel Classics Records)[11]
- Die erste Gesamtaufnahme des Werks wurde 1987 vom Tokyo Metropolitan Symphony Orchestra eingespielt, Dirigent: Hiroshi Wakasugi[12]